# SK Spolana Neratovice
SK Spolana Neratovice byl český fotbalový klub z Neratovic. Klub byl založen roku 1919. Největším úspěchem byla účast ve druhé nejvyšší soutěži (v ročnících 1978/79, 1980/81, 1990/91, 1999/00 – 2002/03).
V průběhu sezóny 2002/03 ztratil klub podporu města, ale i hlavního partnera v podobě místní chemičky Spolana. Klub sice skončil na nesestupovém 13. místě, ale pro další ročník se sloučil s SK Kladno. Kladnu sloučením s Neratovicemi připadla licence pro 2. ligu.
Své domácí zápasy odehrával na stadionu Neratovice s kapacitou 6 291 diváků.

## Historie
Klub byl založen v roce 1919 jako SK Neratovice na hřišti Pod Lipami. V roce 1931 byly v rámci klubu vytvořeny mládežnické kategorie. Během tohoto období se klub pohyboval na úrovni oblastních soutěží.
Po roce 1948 se klub stal součástí DSO Jiskra Neratovice, od roku 1955 hrál krajský přebor a v roce 1960 postoupil dokonce do Středočeské divize. V roce 1961 byl otevřen nový stadion zápasem se Spartakem Hradec Králové. V 70. letech se pak klub pohyboval převážně v krajském přeboru. Ve druhé nejvyšší soutěži se klub objevil poprvé v sezoně 1978/79 a naposled v letech 1999–2003. Ovšem v té době se začaly se projevovat finanční problémy, které vyústily ve sloučení s Kladnem.

## Historické názvy
Zdroj: 
- 1919 – SK Neratovice (Sportovní klub Neratovice)
- 1953 – DSO Jiskra Neratovice (Dobrovolná sportovní organizace Jiskra Neratovice)
- 1959 – TJ Spolana Neratovice (Tělovýchovná jednota Spolana Neratovice)
- 1993 – SK Spolana Neratovice (Sportovní klub Spolana Neratovice)
- 2003 – fúze s SK Kladno ⇒ zánik

## Umístění v jednotlivých sezonách
Zdroj: 
Legenda: Z - zápasy, V - výhry, R - remízy, P - porážky, VG - vstřelené góly, OG - obdržené góly, +/- - rozdíl skóre, B - body, červené podbarvení - sestup, zelené podbarvení - postup, fialové podbarvení - reorganizace, změna skupiny či soutěže
| Československo (1970 – 1993) |                            |        |    |    |    |    |    |    |     |    |        |
| Sezóny                       | Liga                       | Úroveň | Z  | V  | R  | P  | VG | OG | +/- | B  | Pozice |
| 1970/71                      | Středočeský krajský přebor | 5      | 26 | 13 | 5  | 8  | 54 | 37 | +17 | 31 | 3.     |
| 1971/72                      | Středočeský krajský přebor | 5      | 26 | 12 | 5  | 9  | 56 | 46 | +10 | 29 | 6.     |
| 1972/73                      | Středočeský krajský přebor | 5      | 30 | 13 | 9  | 8  | 55 | 41 | +14 | 35 | 2.     |
| 1973/74                      | Středočeský krajský přebor | 5      | 30 | 13 | 9  | 8  | 53 | 45 | +8  | 35 | 4.     |
| 1974/75                      | Středočeský krajský přebor | 5      | 30 | 13 | 4  | 13 | 46 | 35 | +11 | 30 | 6.     |
| 1975/76                      | Středočeský krajský přebor | 5      | 30 | 19 | 4  | 7  | 65 | 32 | +33 | 42 | 2.     |
| 1976/77                      | Středočeský krajský přebor | 5      | 30 | 19 | 8  | 3  | 86 | 25 | +61 | 46 | 1.     |
| 1977/78                      | Divize B                   | 3      | 30 | 18 | 7  | 5  | 56 | 22 | +34 | 43 | 1.     |
| 1978/79                      | ČNFL – sk. A               | 2      | 30 | 7  | 4  | 19 | 37 | 66 | -29 | 16 | 16.    |
| 1979/80                      | Divize B                   | 3      | 30 | 21 | 1  | 8  | 57 | 30 | +27 | 43 | 1.     |
| 1980/81                      | ČNFL – sk. B               | 2      | 30 | 8  | 7  | 15 | 32 | 53 | -21 | 23 | 12.    |
| 1981/82                      | 2. ČNFL – sk. A            | 3      | 30 | 9  | 7  | 14 | 38 | 51 | -13 | 25 | 13.    |
| 1982/83                      | 2. ČNFL – sk. A            | 3      | 30 | 9  | 11 | 10 | 28 | 38 | -10 | 29 | 10.    |
| 1983/84                      | 2. ČNFL – sk. A            | 3      | 30 | 11 | 7  | 12 | 44 | 44 | 0   | 29 | 8.     |
| 1984/85                      | 2. ČNFL – sk. A            | 3      | 30 | 8  | 9  | 13 | 35 | 43 | -8  | 25 | 15.    |
| 1985/86                      | 2. ČNFL – sk. A            | 3      | 30 | 9  | 10 | 11 | 40 | 45 | -5  | 28 | 12.    |
| 1986/87                      | 2. ČNFL – sk. A            | 3      | 30 | 14 | 4  | 12 | 38 | 37 | +1  | 34 | 5.     |
| 1987/88                      | 2. ČNFL – sk. A            | 3      | 30 | 12 | 6  | 12 | 30 | 30 | 0   | 30 | 9.     |
| 1988/89                      | 2. ČNFL – sk. A            | 3      | 30 | 10 | 7  | 13 | 44 | 45 | -1  | 27 | 12.    |
| 1989/90                      | 2. ČNFL – sk. A            | 3      | 28 | 15 | 6  | 7  | 44 | 26 | +18 | 36 | 1.     |
| 1990/91                      | 1. ČNFL                    | 2      | 30 | 5  | 2  | 23 | 23 | 64 | -41 | 12 | 16.    |
| 1991/92                      | Česká fotbalová liga       | 3      | 34 | 13 | 8  | 13 | 46 | 44 | +2  | 34 | 10.    |
| 1992/93                      | Česká fotbalová liga       | 3      | 34 | 14 | 10 | 10 | 52 | 42 | +10 | 38 | 6.     |
| Česko (1993 – 2003)          |                            |        |    |    |    |    |    |    |     |    |        |
| Sezóny                       | Liga                       | Úroveň | Z  | V  | R  | P  | VG | OG | +/- | B  | Pozice |
| 1993/94                      | Česká fotbalová liga       | 3      | 34 | 20 | 9  | 5  | 66 | 35 | +31 | 49 | 3.     |
| 1994/95                      | Česká fotbalová liga       | 3      | 34 | 17 | 6  | 11 | 75 | 48 | +27 | 57 | 4.     |
| 1995/96                      | Česká fotbalová liga       | 3      | 34 | 12 | 11 | 11 | 58 | 49 | +9  | 47 | 8.     |
| 1996/97                      | Česká fotbalová liga       | 3      | 34 | 17 | 4  | 13 | 53 | 38 | +15 | 55 | 5.     |
| 1997/98                      | Česká fotbalová liga       | 3      | 34 | 15 | 9  | 10 | 40 | 34 | +6  | 54 | 5.     |
| 1998/99                      | Česká fotbalová liga       | 3      | 34 | 24 | 7  | 3  | 81 | 35 | +46 | 79 | 1.     |
| 1999/00                      | 2. liga                    | 2      | 30 | 12 | 6  | 12 | 42 | 45 | -3  | 42 | 7.     |
| 2000/01                      | 2. liga                    | 2      | 30 | 10 | 5  | 15 | 39 | 50 | -11 | 35 | 13.    |
| 2001/02                      | 2. liga                    | 2      | 30 | 7  | 9  | 14 | 33 | 39 | -6  | 30 | 14.    |
| 2002/03                      | 2. liga                    | 2      | 30 | 6  | 13 | 11 | 26 | 30 | -4  | 31 | 13.    |